# Planktonnetz
Ein Planktonnetz ist ein feinmaschiges Netz, mit dem man Plankton aus einem Gewässer gewinnt.
Um Proben wasserlebender Kleinstlebewesen zu erhalten, genügt es nicht, mit einem Becher eine Wasserprobe zu nehmen, denn aufgrund der meist geringen Konzentration ist es unwahrscheinlich, genügend Material für eine mikroskopische Untersuchung zu finden. Günstiger ist es, das Wasser mehrfach durch ein feinmaschiges Planktonnetz zu filtrieren. Erst im letzten Durchgang öffnet man den Zulauf zum Becher am Ende des Netzes, dort sammeln sich alle Schwebstoffe. Eine Anreicherung gelingt auch, wenn man das Netz langsam durch das Wasser zieht. Erfolgt die Bewegung zu schnell, bildet sich im Netz ein Rückstau, und nur geringe Wassermengen passieren den Filter.
Einfache Planktonnetze haben eine Maschenweite von 100 µm, siehe Mikrofoto im Bild rechts. In sehr feiner Gaze, auch Müllergaze genannt, liegt sie bei ≤ 50 µm.

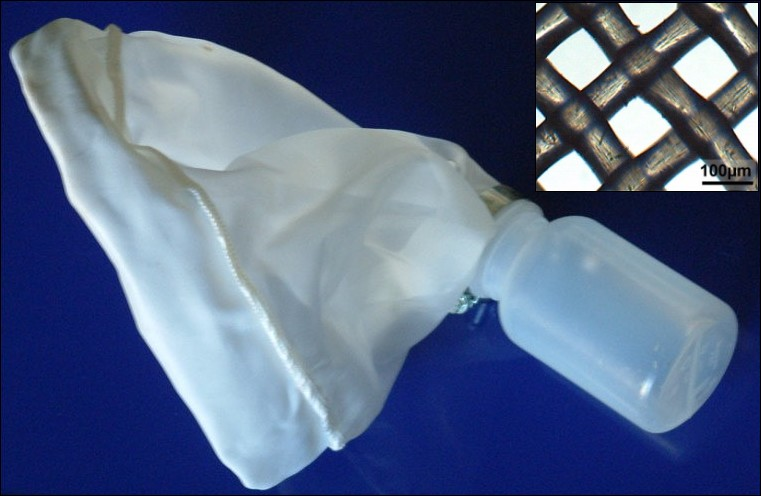
Planktonnetz mit einem 100-ml-Becher
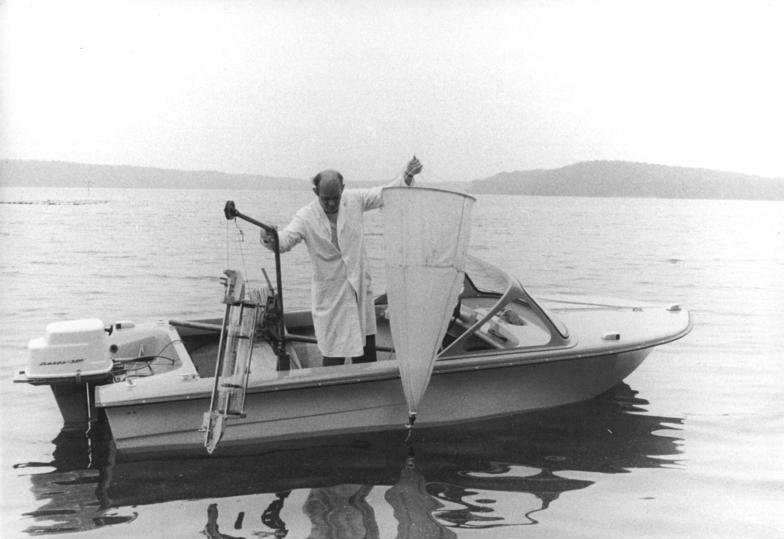
Einsatz eines Planktonnetzes am Großen Stechlinsee

## Geschichte
Victor Hensen entwickelte ein „vertikales Eiernetz“, mit dem er die Zahl der Fischeier in einer definierten Wassersäule bestimmte. Damit begann die quantitative Methodik der Meeresforschung. Neben den Eiern hielten solche Netze auch Mikroorganismen zurück, für die Hensen 1887 das Wort Plankton prägte. 